# This Is War
This Is War – trzeci album studyjny amerykańskiego zespołu rockowego Thirty Seconds to Mars, który ukazał się na rynku 4 grudnia 2009. This Is War jest pierwszym albumem studyjnym od 2005 r. (A Beautiful Lie).
Polska premiera albumu: 8 grudnia 2009.
Singlem promującym była piosenka "This is war". W Polsce album ten otrzymał status platynowej płyty.

## Lista utworów
1. "Escape" – 2:24
2. "Night of the Hunter" – 5:41
3. "Kings And Queens" – 5:48
4. "This is War" – 5:27
5. "100 Suns" – 1:58
6. "Hurricane" – 6:12
7. "Closer to the Edge" – 4:34
8. "A Call To Arms (Vox Populi)" – 5:43
9. "Search and Destroy" – 5:38
10. "Alibi" – 6:00
11. "Stranger in a Strange Land" – 6:54
12. "L490" – 4:26

Utwory dodatkowe w sklepie iTunes
1. "Kings and Queens" (LA Riots Vocal Mix) – 6:11
2. "Night of the Hunter" (Flood Remix) [tylko w przedsprzedaży] – 4:52

## Tło nagrywania
Kiedy zespół zdecydował się opuścić dotychczasowe studio nagrań Virgin/EMI na rzecz innego, EMI pozwało go o 30 mln $ odszkodowania za zerwanie kontraktu (nagranie 3 albumów studyjnych). Odpowiedzią było, że według kalifornijskiego prawa z żadnym z zespołów nie podpisuje się kontraktu na więcej niż 7 lat. Współpraca 30 Seconds To Mars z wytwórnią rozpoczęła się już 10 lat temu.
Nowy album 30 Seconds To Mars stanowi zbiór myśli i refleksji, które zespół zgromadził w ciągu kilku lat spędzonych w trasie koncertowej. Nowe piosenki pokazują, że muzycy są skorzy do eksperymentów i dążą do nagrania ważnego, przełomowego albumu. Flood, producent krążka, powiedział Billboard.com: „Oni chcą znaleźć dla siebie nową niszę, a to zawsze jest wyzwanie. Od początku przyświecał im jeden cel, który Jared zdradził mi podczas pierwszej rozmowy. Pragną stworzyć płytę, która stanie się klasykiem, a to wymaga zarówno od nich, jak i ode mnie, wielkiej otwartości na niecodzienne pomysły, prawdy, szczerości i ciężkiej pracy. Czerpię z tej współpracy wielką satysfakcję”.

## Data ukazania się na rynku w poszczególnych krajach
| Region          | Data            | Etykieta dystrybutora  | Format     | Katalog       |
| --------------- | --------------- | ---------------------- | ---------- | ------------- |
| Australia       | 4 grudnia 2009  | EMI Music Australia    | CD         |               |
| Austria         | 4 grudnia 2009  | EMI Music Austria      | CD         | 9651112       |
| Niemcy          | 4 grudnia 2009  | EMI Music Germany      | CD         | 9651112       |
| Włochy          | 4 grudnia 2009  | EMI Music Italy/Virgin | CD         |               |
| Szwajcaria      | 4 grudnia 2009  | EMI Music Switzerland  | CD         | 9651112       |
| Norwegia        | 7 grudnia 2009  | EMI Music Norway       | CD         | 5099996511152 |
| Wielka Brytania | 7 grudnia 2009  | EMI UK/Virgin          | CD         |               |
| RPA             | 7 grudnia 2009  | EMI/Virgin             | CD         |               |
| Kanada          | 8 grudnia 2009  | Virgin U.S.            | CD         | 5099996511121 |
| Kanada          | 8 grudnia 2009  | Virgin U.S.            | LP         | 5099930943315 |
| Finlandia       | 8 grudnia 2009  | EMI Music Finland      | CD         |               |
| Meksyk          | 8 grudnia 2009  | EMI Music México       | CD         |               |
| USA             | 8 grudnia 2009  | EMI/Virgin America     | CD         | 65111         |
| USA             | 8 grudnia 2009  | EMI/Virgin America     | CD [Clean] | 9651112       |
| USA             | 8 grudnia 2009  | EMI/Virgin America     | LP         | 09433         |
| Brazylia        | 10 grudnia 2009 | EMI Music Brazil       | CD         |               |
| Polska          | 28 grudnia 2009 | EMI Music Poland       | CD         |               |

## Skład zespołu
30 Seconds to Mars
- Jared Leto – wokal, gitara rytmiczna, gitara basowa, teksty, muzyka
- Shannon Leto – perkusja
- Tomo Miličević – wokal, gitara prowadząca, keyboards

pozostali muzycy
- Tim Kelleher
- Braxton Olita